# Peter Phillips (1977)

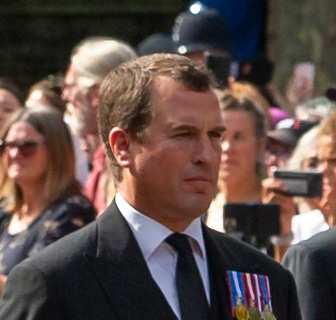
Peter Phillips (2022)

Peter Mark Andrew Phillips (Paddington, Londen, 15 november 1977) is het oudste kind van prinses Anne van het Verenigd Koninkrijk (de enige dochter van koningin Elizabeth II van het Verenigd Koninkrijk en prins Philip) en Mark Phillips.

## Koninklijke familie
Peter Phillips is het oudste kleinkind van koningin Elizabeth II. Formeel is hij geen lid van het koninklijk huis, aangezien hij een afstammeling is via een vrouwelijke lijn. Desondanks is hij vaak te vinden bij officiële aangelegenheden van het koninklijk huis. Zo was hij tijdens de regeerperiode van zijn oma soms te zien op het balkon van Buckingham Palace. Hij staat anno 2025 negentiende in de lijn voor de Britse troonopvolging.
Zijn vader weigerde na zijn huwelijk met Anne een adellijke titel. Prinses Anne wilde niet dat haar kinderen getiteld door het leven zouden gaan.

## Familie
Peter Phillips trouwde op 17 mei 2008 met de Canadese management accountant Autumn Kelly, dochter van Brian en Kitty Kelly. Op 30 april 2008 werd bekendgemaakt dat de katholieke Kelly was toegetreden tot de Church of England, zodat Phillips zijn rechten op de Britse troon behield. Op 8 juli 2010 maakten Peter en Autumn Phillips bekend dat ze in december 2010 hun eerste kind verwachtten. Hun dochter Savannah werd op 29 december 2010 geboren, waarmee koningin Elizabeth II voor het eerst overgrootmoeder was geworden. Het dochtertje stond op dat moment twaalfde in de lijn van de Britse troonopvolging. Hun tweede dochter, Isla Elizabeth Phillips, werd geboren op 29 maart 2012. Op 11 februari 2020 werd bekendgemaakt dat het koppel na 12 jaar huwelijk gaat scheiden. De scheiding werd in juni 2021 officieel afgerond.
Na zijn scheiding begon Phillips een relatie met Lindsay Wallace, met wie hij voor het eerst in het openbaar verscheen bij de Epsom Derby in juni 2022. In 2024 beëindigden ze hun relatie.

## Opleiding
Phillips ging naar de Schotse privéschool Gordonstoun. Hij was een zeer sportieve jongen en ging dan ook sportwetenschappen studeren aan de universiteit van Exeter.
Hij heeft geen verplichtingen aan het hof. Phillips werkt voor het Williams Formule I-raceteam.